# Combretocarpus
Combretocarpus, monotipski biljni rod iz porodice Anisophylleaceae, dio reda Cucurbitales. Jdedina vrsta je C. rotundatus, drvo iz zapadne Malezije (Borneo, Sumatra, Malajski poluotok
Rod je opisan u Genera Plantarum 1: 683. 1865.